# Stanko Vuk
Stanko Vuk (Merna, 12 novembre 1912 – Trieste, 10 marzo 1944) è stato un poeta e scrittore sloveno.

## Biografia
Stanko Vuk era figlio di Anton, direttore di un calzaturificio vicino al movimento cristiano-sociale di Virgil Šček e di Engelbert Besednjak, deputati sloveni alla Camera dei deputati del Regno d'Italia. Durante gli studi a Gorizia incontrò il futuro scrittore Ciril Kosmač, che lo avvicinò alla poesia.
Vuk studiò in una scuola commerciale statale in lingua italiana, dato che con l'annessione della Venezia Giulia al Regno d'Italia le scuole slovene erano state chiuse. Per poter studiare nella sua lingua madre, nel 1929 lasciò il Regno illegalmente e frequentò per un anno l'accademia di commercio di Lubiana, dove incontrò il poeta Edvard Kocbek. Si avvicinò alla cerchia della rivista Ogenj, tra cui figurava anche Miško Kranjec, e pubblicò sei poesie nella rivista Družina. Collaborò alle principali riviste clandestine di lingua slovena assieme a coloro che nel dopoguerra sarebbero diventati importanti figure letterarie, come Bogomil Fatur, France Bevk, Milko Matičetov e Boris Pahor. Grazie a un'amnistia, nel 1930 Vuk rientrò in Italia, dove svolse il servizio militare in diverse regioni. In questo periodo incontrò Aldo Palazzeschi, del quale tradusse in sloveno un breve componimento.
Nel 1938 si laureò in scienze diplomatiche all'Università Ca' Foscari di Venezia, e l'anno successivo si trasferì a Trieste, dove cercò di riunire i cattolici sloveni della zona in un partito cristiano-sociale, in opposizione alla crescente adesione della comunità slava al comunismo. Qui incontrò la futura moglie Danica Tomažič, sorella del comunista Pinko Tomažič, col quale Vuk visse sempre una gran rivalità.
I coniuigi Vuk-Tomažič vissero nel loro appartamento di via Rossetti per un solo anno. Nel 1940 vennero arrestati per attività antinazionale. Danica venne rilasciata l'anno successivo, Pinko Tomažič venne condannato a morte e a Vuk vennero inflitti 15 anni di prigione. Fino al gennaio 1944 fu detenuto nel carcere di Fossano, in Piemonte, dove produsse un intenso dialogo epistolario con la moglie. Dopo un breve periodo nel carcere di Alessandria, Vuk venne rilasciato nel febbraio 1944. Fu assassinato in circostanze misteriose il mese seguente nell'appartamento di via Rossetti a Trieste insieme alla moglie e al dott. Drago Zajc di Lubiana.

## L'opera
La poetica di Stanko Vuk è espressione della malinconia e del malessere dovuto alla difficile condizione sociale di sloveno all'interno della società italiana fascista. I temi paesaggistici e sentimentali accompagnano l'attivismo sociale e la sinfonia mistico-religiosa, sul modello delle ballate di François Villon e di Miroslav Krleža. La produzione in prosa è costituita da narrazioni in forma di leggende, ballate e novelle liriche ispirate dai paesaggi delle Alpi Giulie, del Collio, del Carso e del mare Adriatico.
Tutte le opere di Stanko Vuk vennero pubblicate postume nel 1953 con il titolo Zemlja na zahodu (La terra a Occidente).

## L'epistolario
L'epistolario di Stanko Vuk comprende svariate lettere scritte durante la prigionia e indirizzate alla moglie. Vennero scritte in lingua italiana, imposta dal regime fascista, sebbene siano state pervenute almeno tre lettere nella lingua madre. Oltre a testimoniare la prigionia e la distanza coniugale, questo patrimonio epistolare è connesso ai temi tipici della poesia e della prosa di Vuk, come i motivi amorosi, religiosi, paesaggistici e letterari. Spesso le sue lettere si concludono con poesie e brani abbozzati in prigione.
Le lettere di Vuk hanno ispirato numerose opere del panorama culturale sloveno e del Litorale. Nel 1991 lo scrittore Tone Partljič pubblicò il dramma Kakor pečat na srce ("Come un sigillo sul cuore"). Del medesimo anno è il Vukov večer ("La serata di Vuk") di Milko Matičetov e Tone Kuntner, mentre nel 2009 venne pubblicato l'adattamento drammatico di Tamara Matevc Zaljubljeni v smrt ("Innamorati della morte"). In merito al panorama letterario italiano, l'epistolario costituisce la base del romanzo Gli sposi di via Rossetti pubblicato nel 1986 da Fulvio Tomizza.
Le lettere più significative vennero pubblicate nell'opera Scritture d'amore, tradotta anche in sloveno.